# Agylla sanguivitta
Agylla sanguivitta är en fjärilsart som beskrevs av George Francis Hampson 1909. Agylla sanguivitta ingår i släktet Agylla och familjen björnspinnare. Inga underarter finns listade i Catalogue of Life.